# Laurance Safford
Laurance Safford (Somerville, 22 ottobre 1893 – Bethesda, 15 maggio 1973) è stato un crittografo statunitense.
L'impiego della crittografia nei servizi di sicurezza navali degli Stati Uniti si ebbe la prima volta nel 1924 ad opera di Laurence F. Safford che costituì un corpo di analisti per decifrare il traffico radio della flotta giapponese; tale attività trovò largo impiego nella II Guerra Mondiale contro i tedeschi e gli italiani.